# Hvidsisken
Hvidsisken (Acanthis hornemanni) er en 13 centimeter stor spurvefugl i familien finker. Den yngler cirkumpolart i det nordligste Europa, Asien og Nordamerika, inklusive Grønland. Arten minder om gråsisken, men er generelt blegere og de gamle fugle har hvid, ustribet overgump.
I Skandinavien yngler hvidsisken over trægrænsen i det nordligste Sverige, men bestanden varierer meget. Her findes den i områder med pil, hvor den lever af frø, knopper og smådyr. Den ses undertiden i Danmark i vinterhalvåret som gæst nord- og østfra sammen med stor gråsisken, men dens normale vinterkvarter ligger nord for Danmark. I såkaldte invasionsår kan den være ret almindelig.
Arten er truffet ynglende i områder, hvor sommertemperaturen (i juli) kun ligger på 3 °C.

## Underarter
Der findes to underarter af hvidsisken. Nominatformen hornemanni er udbredt i det nordøstlige Canada og Grønland, mens underarten exilipes findes i det øvrige udbredelsesområde. Det er altså sidstnævnte underart, der gæster Danmark. Denne blev tidligere kaldt sibirisk hvidsisken, men hedder nu lille hvidsisken.